# Gary Ziek
Gary D. Ziek (1960) is een Amerikaans componist, muziekpedagoog, trompettist en dirigent.

## Biografie
Ziek studeerde aan de Indiana University of Pennsylvania in Indiana (trompet en muziekpedagogiek). Hij behaalde de Bachelor of Science in muziekpedagogiek en later in 1986 de Master of Arts voor zijn trompetspel. Ziek promoveerde tot Doctor of Musical Arts in HaFa-directie aan de Michigan State University in East Lansing.
Tegenwoordig is hij professor voor trompet aan de Emporia State University in Emporia, Kansas. Eveneens is hij daar dirigent van de Symphonic Band, Marching Band en van de Jazz Band. Hij schreef bemerkenswaardige werken voor harmonieorkest.

## Composities

### Werken voor harmonieorkest
- 1997 Rituals - (1e deel uit Symphony for Winds and Percussion)
- 2001 Essays, voor trompet solo en harmonieorkest
  1. Fanfare
  2. Gallop
  3. Ballad
  4. Dance
- 2001 Chant - (3e deel uit Symphony for Winds and Percussion)
- 2002 Labyrinth
- 2003 Concerto, voor slagwerk solo en harmonieorkest
- 2004 Joyous Overture
- 2004 Divertimento, voor 11 blaasinstrumenten
  1. Intrada
  2. Cantilena
  3. Capriccio
  4. Prelude & Tarantella
  5. Siciliano
  6. Finale
- 2004 Dance Diabolique
- Aegean Symphony
  1. Phaeton
  2. Sisyphus
  3. Pan
  4. Pandora
- Beasts & Monsters Suite
  1. Pegasus
  2. Naiads
  3. Satyrs
  4. Sirens
  5. Furies
- Fanfare for a Festive Occasion
- Images for Trumpet, voor trompet solo en harmonieorkest

### Kamermuziek
- 2006 Heavy Metal Suite, voor solo tuba en koperensemble
  1. Introduction & Allegro
  2. Prairie Lullaby
  3. Frolic
  4. Heavy Metal Soul

### Werken voor slagwerk
- 2007 Concerto, voor slagwerk solo en slagwerkensemble (vier 5-octaafs marimba's, vibrafoon, crotales, klokken, kleine marstrom, kleine concerttrom, vier toms, grote trom, twee bongo's, twee brake drums, twee hangende bekkens)
  1. March
  2. Meditation
  3. Fantasia